# Segelfluggelände Arnsberg Ruhrwiese

i7
i11
i13
Das Segelfluggelände Arnsberg Ruhrwiese war ein Segelfluggelände in Arnsberg.

## Geschichte und Beschreibung
Der Platz war seit 1956 Heimat der Luftsportgruppe Arnsberg e. V. und wurde am 12. August 1956 mit einem nationalen Flugtag eingeweiht. Bereits 1961 erfolgte der Bau einer Halle und eines Clubheims. Der  Segelflugplatz liegt inmitten der Ruhrschleife. Seit 2005 fungierte als Platzhalter der Aeroclub Arnsberg e. V., der aus der Luftsportgruppe Arnsberg e. V. hervorgegangen ist.
Der Platz verfügte über eine etwa 990 Meter lange Graspiste. Zuletzt beheimatet auf dem Fluggelände waren neben Segelflugzeugen auch Motorsegler und Ultraleicht-Luftsportgeräte. In der Vergangenheit fanden Tage der offenen Tür statt. Neben Schützen- und Ruinenfest waren diese Tage die drittgrößte Veranstaltung in Alt-Arnsberg. Es wurden Segelkunstflug, UL-Vorführungen, Mitfluggelegenheiten in Segelflugzeugen, Motorseglern, Hubschrauber und Motorflugzeugen der Echo-Klasse (Gewicht bis 2 t) und Segelflugstarts per Flugzeugschlepp angeboten.

## Nachnutzung des Segelfluggeländes
Der Pachtvertrag wurde nach über 60 Jahren von der Stadt Arnsberg nach politischen Diskussionen nicht verlängert. Das Segelfluggelände Arnsberg Ruhrwiese wurde zwangsläufig vom Verein aufgegeben. Die AIP (Aeronautical Information Publication) der Deutschen Flugsicherung gibt in der Ausgabe vom 14. März 2019 in GEN-0-20 bekannt: „Segelfluggelände Arnsberg-Ruhrwiese … zurückgezogen“. Die neue Nutzung des seit Sommer 2016 ungenutzten und brachliegenden Geländes wurde politisch kontrovers diskutiert. Nachdem Untersuchungen festgestellt hatten, dass der Bewuchs eine seltene Magerwiese ist, entfiel die Möglichkeit, die Fläche für andere Zwecke zu nutzen. Nur im Bereich des ehemaligen Hangars ist geplant, die Ruhr zugänglich zu machen und ökologische Informationen zu bieten.